# Uniper
Uniper SE är ett tyskt multinationellt energiföretag som producerar och säljer energi som utvinns från kol, kärnkraft, vattenkraft och naturgas. Företaget har sina verksamheter i Belgien, Frankrike, Nederländerna, Ryssland, Storbritannien, Sverige, Tyskland och Ungern och med ytterligare närvaro i Azerbajdzjan, Förenade Arabemiraten, Indien, Singapore, Sydafrika, Turkiet och USA. I Sverige har företaget bland annat ägande i samtliga aktiva kärnkraftverk (Forsmarksverket, Oskarshamnsverket och Ringhalsverket) samt det nerlagda Barsebäcksverket.
Företaget grundades den 1 januari 2016 när Eon SE knoppade av sin enhet för fossila bränslen men behöll en aktiepost på omkring 47% i det nya företaget. I september 2017 meddelade den finländska energijätten Fortum Abp att man hade för avsikt att köpa Uniper till ett värde av cirka 8 miljarder euro. Fortum var dock mest intresserat av att köpa främst Eons aktiepost. Den 7 november lämnade Fortum ett formellt bud på Uniper och den 26 juni 2018 blev det officiellt att Fortum köpte aktier som motsvarade 47,12%, däribland Eons.
För 2017 hade Uniper en omsättning på omkring 72,3 miljarder euro och en personalstyrka på 12 180 anställda. Företagets huvudkontor ligger i Düsseldorf.
I december 2022 sålde Fortum företaget till tyska staten.